# Lorenzo Montecuollo
Lorenzo Montecuollo (Cellole, 31 ottobre 1939 – Teano, 8 ottobre 2011) è stato un politico italiano.

## Biografia
Nato a Cellole, all'epoca frazione di Sessa Aurunca, risiedette a Teano.
Morì nella sua casa di Teano Scalo nel 2011 per un male incurabile, dopo essere stato a lungo ricoverato a Castel Volturno. A lui sono oggi dedicati la sala consiliare di Cellole e lo Stadio locale.

## Carriera politica
Avvocato ed insegnante di lingua inglese, fu consigliere comunale a Sessa Aurunca e fu uno dei principali fautori della divisione di Cellole da quest'ultima. In particolare, nel 1970 partecipò direttamente ai tafferugli locali, guidando l'occupazione della stazione ferroviaria. A seguito del referendum del 21 febbraio 1973, Cellole divenne comune autonomo: l'attività amministrativa effettiva iniziò il 2 aprile 1975, e Montecuollo fu eletto primo sindaco del paese.
Lasciò l'incarico nel 1985, dopo essere stato rieletto nel 1980, per diventare consigliere regionale. Fu anche assessore regionale alla sanità.

### Elezione a deputato
(Antonio Gava)
Alle elezioni politiche del 1994 fu candidato nel collegio di Sessa Aurunca per il Partito Popolare Italiano (nella lista "Patto per l'Italia"), arrivando secondo dietro Mario Landolfi.
Alle elezioni politiche del 2001, battendo Sandra Lonardo Mastella, venne eletto alla Camera dei Deputati nel collegio elettorale di Capua (Circoscrizione Campania 2), candidato nella "lista civetta" Abolizione Scorporo come membro del CCD (del quale era segretario provinciale). Iscritto l'anno dopo all'Unione di Centro, lasciò il partito nel 2003 in contrasto con la corrente della Democrazia Europea, capeggiata da Domenico Zinzi. Si iscrisse dunque al Gruppo misto, con delle parentesi in UDEUR e negli Ecologisti Democratici. Il suo mandato cessò il 27 aprile 2006.
Alle elezioni politiche dello stesso anno si candidò con la Democrazia Cristiana per le Autonomie, non venendo tuttavia rieletto.